# Antwerp Giants in het seizoen 2020/21
Het seizoen 2020/2021 was het 26e jaar in het bestaan van de Antwerpse basketbalclub Antwerp Giants. Het was het laatste seizoen dat de club uitkwam in de Eerste klasse, na het seizoen kwamen ze uit in de BNXT League.

## Verloop
Verschillende spelers verlengde hun bij de Giants waaronder Stephaun Branch, Dave Dudzinski (had in 2019 getekend voor twee jaar) en Ibrahima Fall Faye. Nieuwkomers waren: Jalen Jenkins, Niels Van den Eynde en Kenneth Smith.
In december 2020 werd Sterling Gibbs aangetrokken als nieuwe speler. Nog in december verloren de Giants Kenneth Smith die naar de Franse competitie trok. Begin februari 2021 werd het contract van Jalen Jenkins ontbonden en het interimcontract van Gibbs verlengd tot het einde van het seizoen. Midden februari 2021 verliet Ibrahima Fall Faye de Giants en tekende bij AS Monaco Basket. Begin maart werd de Britse center Kavell Bigby-Williams aangetrokken net zoals de Amerikaan Phil Cofer.
De Giants werden derde na de reguliere competitie en bereikten de halve finale in de play-offs waar ze uitgeschakeld werden door Belfius Mons-Hainaut. In de beker van België werd de kwartfinale bereikt. 

## Selectie
Antwerp Giants ·
Kangoeroes Basket Mechelen ·
Leuven Bears ·
Liège Basket ·
Limburg United ·
Okapi Aalst ·
Oostende ·
Phoenix Brussels ·
Union Mons-Hainaut ·
Spirou Charleroi